# Віктор Міркін
Віктор Міркін (19 грудня 1909, Катеринослав, Російська імперія — 24 листопада 1944, Громаньї, Франція) — французький адвокат єврейського походження, діяч сіоністського руху. Учасник Другої світової війни.

## Освіта та громадська діяльність
Народився 19 грудня 1909 року в Російській імперії, у місті Катеринослав (нині Дніпро, Україна).
1925 року родина Міркіна емігрувала до Франції. Там навчався в ліцеї Пастера, а згодом закінчив юридичний факультет Сорбонни. Пройшовши військову службу, почав адвокатську роботу в Колегії адвокатів Парижа.
У 1930-х роках брав участь у діяльності сіоністської організації Бейтар у Ризі. На курсах оборонного спорту, організованих Бейтаром, працював заступником Єремії Гальперна. Згодом емігрував до Великої Британії, де також працював у колегії адвокатів, а 1937 року оселився в місті Хайфа у Палестині. Там працював заступником директора Палестинського єврейського колонізаційного товариства, відповідав за управління сільськогосподарськими колоніями, створеними Едмоном де Ротшильдом.

## Друга світова війна
З початком бойових дій Другої світової війни Міркіна мобілізували та відправили у Сирію. У липні 1940 року був демобілізований.
У жовтні того ж року приєднався до «Вільної Франції» Шарля де Голля. У складі 1-го полку морської піхоти брав участь у війні в Лівійській пустелі. Згодом отримав звання капітана і брав участь у Сирійсько-Ліванській кампанії, під час якої в червні 1941 року дістав осколкове поранення.
У січні 1942 року переведений до 2-ї вільної французької бригади, у складі якої у квітні того ж року продовжив воювати в Лівії. У жовтні брав участь у другій битві при Ель-Аламейні, а на початку 1943 року — в Туніській кампанії. З вересня 1943 року служив у штабі 1-ї французької вільної дивізії. У травні 1944 року воював в Італії.
У серпні 1944 року брав участь в операції «Драгун» з висадки військ союзників на півдні Франції. Брав участь у звільненні від нацистських військ Тулона. В одному з боїв 23 серпня Міркіну вдалося з допомогою двох танків домогтися капітуляції 800 німецьких солдатів. Згодом був підвищений до звання командира батальйону й очолив штаб 4-ї французької вільної бригади.
20 листопада 1944 року Міркін зазнав ушкоджень від вибуху міни під час бою поблизу Роншама. 24 листопада поблизу Громаньї Міркін загинув у бою, діставши вогнепальне поранення в голову. Похований у Національному некрополі Ружмона.

## Нагороди
- Орден Почесного легіону
- Медаль Опору
- Орден Визволення (посмертно, 7 липня 1945)[1]